# 克莱普格里希峰
克莱普格里奇峰 (也称为 Planggenhorn)是利旁廷阿尔卑斯山脉的一座山峰，坐落在瑞士的格勞賓登州的瓦爾斯和薩芬 之间。